# Instituto de Geografía Aplicada
El Instituto de Geografía Aplicada fue un centro de investigación sobre temas de Geografía, desde 1966 a 1986, dependiente del Consejo Superior de Investigaciones Científicas (CSIC) de España. Su sede radicaba en la Universidad de Zaragoza.

## Historia
El Instituto de Geografía Aplicada fue fundado en 1966 por reconversión del Departamento de Geografía Aplicada de la Universidad de Zaragoza, fundado en 1952 a partir de la sección del Instituto Juan Sebastián Elcano dirigida por José Manuel Casas Torres entre 1944 y 1966. Dependía del CSIC, y estaba adscrito al Patronato Alonso de Herrera, la división de Ciencias Naturales y Agrarias del CSIC. Este departamento había fundado la revista Geographica en 1954.
En 1986 se fusiona con el Instituto Juan Sebastián Elcano, del que inicialmente dependía, pasando a formar el Departamento de Geografía, una de las secciones del Instituto de Economía y Geografía, y posteriormente del Instituto de Economía, Geografía y Demografía (IEGD) del CSIC.
Su primer y único director fue José Manuel Casas Torres, entre 1966 y 1986.

## Estructura actual
El personal del Departamento de Geografía está compuesto por doce investigadores, dos titulados técnicos especializados, un ayudante diplomado de investigación, una secretaria y un número variable de becarios y contratados. Su actual jefe de departamento es Juan Antonio Cebrián de Miguel.

## RevistaGeographica
El Departamento de Geografía Aplicada de la Universidad de Zaragoza, y posteriormente el Instituto de Geografía Aplicada edita la revista Geographica desde su fundación en 1954. A partir de 1986 se integra en la revista Estudios geográficos, que ahora depende del Departamento de Geografía del Instituto de Economía, Geografía y Demografía (IEGD) del CSIC, y ha editado más de 250 números.